# Zupci (wieś w Czarnogórze)
Zupci (cyr. Зупци) – wieś w Czarnogórze, w gminie Bar. W 2011 roku liczyła 137 mieszkańców.